# Kot amerykański szorstkowłosy
Amerykański szorstkowłosy – jedna z ras kota domowego.

## Charakterystyka
Bardzo silny, grubokościsty. Posiada szeroką klatkę piersiową, umięśnione barki, mocne nogi, szeroki pysk oraz silne szczęki.

## Historia
Dawniej używany był jako kot tępiący szczury i gryzonie w okolicy domów i stodół. W 1966 pewna kotka kota krótkowłosego, urodziła nietypowo wyglądające młode. Zostało ono sprzedane kobiecie, zajmującej się kotami. Powtórzyła ona mutację genu, odpowiedzialny za wygląd sierści. Udało się, następne kocięta były sprzedawane innym hodowcom w wyniku czego powstała ta rasa. Jest coraz bardziej popularna w USA.

## Zachowanie i trzymanie w domu
Lubi się bawić, może przynosić opiekunowi zabawkę lub sam ją "zrobić", lecz potrafi sam znaleźć zajęcie. Dieta powinna być zbilansowana. Zabawa pomaga mu w utrzymaniu dobrej kondycji. Ponadto wymaga częstego czesania.